# Antarchaea
Antarchaea is een geslacht van vlinders van de familie spinneruilen (Erebidae).

## Soorten
- A. bilinealis Leech, 1900
- A. carnea Prout, 1922
- A. cataplexis Dyar, 1913
- A. coniota Hampson, 1926
- A. cucullata Moore, 1885
- A. curvifera Hampson, 1926
- A. detersalis Walker, 1865
- A. diacraspis Hampson, 1926
- A. digramma (Walker, 1863)
- A. duplicalis Walker, 1865
- A. erubescens (Bang-Haas, 1910)
- A. flacillalis Walker, 1859
- A. flavissima Hacker & Saldaitis, 2010
- A. fragilis (Butler, 1875)
- A. goniogramma Hampson, 1926
- A. haemaceps Hampson, 1910
- A. haematoessa Hampson, 1910
- A. helesusalis Walker, 1858
- A. heliriusalis Walker, 1858
- A. hypopsamma Hampson, 1926
- A. laevis Swinhoe, 1901
- A. lentistriata Hampson, 1910
- A. magalium Townsend, 1958
- A. mansueta Walker, 1864
- A. marginalis Walker, 1865
- A. numisma Hübner, 1802
- A. nyctichroa Hampson, 1926
- A. obliqualis Dyar, 1912
- A. olivescens Hampson, 1910
- A. oma Dyar, 1912

- A. opsiphora Hampson, 1926
- A. poaphiloides Schaus, 1912
- A. polla Schaus, 1914
- A. pryeri Wileman & South, 1917
- A. punctilinea Hampson, 1926
- A. pyralomima Wiltshire, 1962
- A. rhodarialis Walker, 1859
- A. rhodopa Bethune-Baker, 1911
- A. rosealis Schaus, 1904
- A. rufifascia Hampson, 1926
- A. sacraria Felder, 1874
- A. signifera Hampson, 1926
- A. silona Schaus, 1893
- A. similis Warren, 1915
- A. sopora Swinhoe, 1884
- A. straminea Hampson, 1926
- A. subflavalis Walker, 1863
- A. trigramma Turner, 1906
- A. umbrifera Hampson, 1910
- A. uncifera Hampson, 1896
- A. usta Butler, 1889
- A. zotica Viette, 1956